# تل اسب کشته‌ای
تل اسب کشته‌ای مربوط به دوران‌های تاریخی پس از اسلام است و در شهرستان داراب، روستای آب شیب واقع شده و این اثر در تاریخ ۱۹ اسفند ۱۳۸۰ با شمارهٔ ثبت ۴۸۹۹ به‌عنوان یکی از آثار ملی ایران به ثبت رسیده است.